# ルースフィル インスレーション
ルースフィル インスレーション（Loose-Fill Insulation, ばら詰め断熱材）は断熱材の一種。既製の建物の壁の間の空間やパイプの周りの隙間、不定形の空間など到達し難いところに装填して断熱するのに便利である。

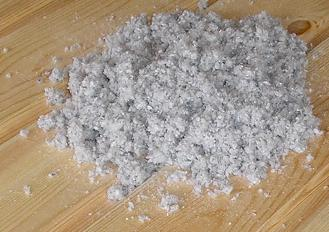
セルロースファイバーの粉末

## 材料
1. セルロースファイバー - 古新聞紙を細かく砕いたもの。湿式と乾式、両方でルースフィル インスレーションが可能。
2. ガラス繊維 - 廃品回収ガラスを溶解し、繊維にしたもの。湿式でルースフィル インスレーションが可能。
3. ロックウール - 鉱物を溶解し繊維にしたもの。日本では主にスラグを原料にして製造される。湿式でルースフィル インスレーションが可能。
4. 発泡ウレタン - 現場発泡でルースフィル インスレーションが可能。リサイクルは不可能。